# 5本の指で
『5本の指で』（ごほんのゆびで、仏: Les cinq doigts）は、イーゴリ・ストラヴィンスキーが1921年に作曲した、8曲から構成されるピアノ小曲集。「5つの音による8つのとてもやさしい曲集」(8 mélodies très faciles sur 5 notes) という副題をもつ。

## 概要
『5本の指で』は子供用に書かれたピアノ曲集で、右手の各指をピアノの5つの鍵の上に置き、そこから動かさずに1楽節または1曲全体を弾くことができるという趣向を持つ。左手の伴奏も簡単になっている。右手の各指をどこに置くかを楽譜上に記してある。
『やさしい小品』と異なり、ほんとうにやさしい曲で、拍子も曲を通して一定している。ただし後ろに行くにつれて少し複雑さが増す。
音楽の上では『プルチネルラ』との共通性が指摘されている。たとえば第4曲ラルゲットはシチリアーナであり、『プルチネルラ』の2曲めと同じ様式で書かれている。リチャード・タラスキンは第3曲アレグレットが「カマリンスカヤ」を西洋音楽風に仕立てたものではないかとし、ロシアから離れて西洋音楽側についたという意味で重要な作品とする。
ギャルシュで作曲され、1921年2月18日に完成した。

## 曲の構成
1. アンダンティーノ
2. アレグロ
3. アレグレット
4. ラルゲット
5. モデラート
6. レント
7. ヴィーヴォ
8. ペザンテ

演奏時間は約8分。
最初の3曲がハ長調、次の2曲がホ短調で、この5曲のうち臨時記号は4曲めに1回出てくるだけである。強弱記号も必要最小限しかついていない。5曲めは1回右手の指の位置を変える必要がある。
第6曲レントは左手がニ短調、右手がニ長調の旋律を演奏する。第7曲はヘ長調。
第8曲はタンゴで、他の曲よりやや複雑になっている。左手と右手で属和音と主和音がぶつかりあう特徴を持つ。

## 15人の奏者のための8つのミニアチュア
15楽器のために編曲された版 (Eight Instrumental Miniatures for Fifteen Players) が1962年に作られた。
楽器編成はフルート2、オーボエ2、クラリネット2、ファゴット2、ホルン、ヴァイオリン2、ヴィオラ2、チェロ2。ただし最初の4曲では弦楽器は休み。
曲順は変えられており、かなり手がはいっている。たとえばピアノ版の第1曲アンダンティーノの伴奏は非常に単純だが、器楽合奏版では冒頭ファゴットがオーボエによる旋律の反行形を演奏し、後半は3声のカノンになる。
1. アンダンティーノ
2. ヴィヴァーチェ（元の第7曲ヴィーヴォ）
3. レント
4. アレグレット
5. モデラート・アラ・ブレーヴェ
6. テンポ・ディ・マルチャ（元の第2曲アレグロ）
7. ラルゲット
8. テンポ・ディ・タンゴ（元の第8曲ペザンテ）

## その他の編曲
ストラヴィンスキーの承認のもと、セオドア・ノーマンによって編曲された2台のギター用の版など、第三者によるいくつかの編曲版が存在する。